# Marechal do ar
Marechal do ar é uma patente militar dos oficiais de três estrelas na Força Aérea Real (RAF). A patente também é utilizada na força aérea de muitos países com influência história do Reino Unido, e é por vezes usada como a tradução inglesa de uma patente equivalente em países que têm uma estrutura hierárquica da força aérea não inglesa.
A patente de Marechal do ar tem o código OF-8 da NATO, equivalente a Vice-almirante na marinha ou tenente-general no exército.

## Brasil

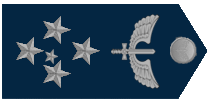
Insígnia de Marechal do Ar da Força Aérea Brasileira

No Brasil  a patente Marechal do Ar é usada apenas em tempos de guerra, em tempos normais o oficial e designado Tenente-Brigadeiro.

## Galeria

Insígnia de prata da RAF
Força Aérea Real Tailandesa
Força Aérea Grega
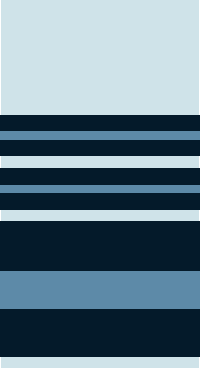
Força Aérea da Índia
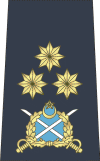
Força Aérea do Paquistão
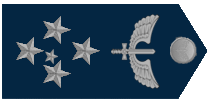
Força Aérea Brasileira